# Wilhelm Paijkull
Carl Wilhelm Paijkull, född 22 oktober 1836 i Knivsta, död 12 juni 1869 på Samuelsberg nära Motala, var en svensk geolog och skriftställare.

## Biografi
Paijkull blev student vid Uppsala universitet 1853 och ägnade sig först åt den militära banan samt utnämndes till underlöjtnant vid ingenjörskåren 1855. Redan samma år förflyttades han på egen begäran till Hälsinge regemente, men återvände kort därefter till Uppsala för studier. Paijkull promoverades till filosofie doktor 1860. Efter att ha utnämnts till docent i mineralogi vid universitetet gjorde han 1865 en resa till Island, vilken han skildrade i En sommar på Island (1866). 
Paijkull flyttade på hösten 1866 till Stockholm, där han anställdes som adjunkt i matematik och fysik vid Nya Elementarskolan samt öppnade en kemisk-analytisk byrå. Under sina två år i huvudstaden ägnade han sig åt en livlig litterär verksamhet, utgav en mindre Lärobok i geologi och mineralogi, Lärobok i naturlära, Stenriket, Istiden i Norden, egentligen en serie föreläsningar på Stora Börssalen hösten 1867, samt översatte flera utländska skrifter. År 1867 utnämndes han till folkskoleinspektör i Östergötland och tillträdde året därpå.
Paijkull var en ivrig skandinavist och deltog i Nordiska nationalföreningens arbeten. Han såg i Nordens politiska sammanslutning enda villkoret för de skandinaviska ländernas framtid. Under sin sista tid ägnade Paijkull stort intresse åt folkbildningen och ämnade vid tiden för sin bortgång förena sin befattning som skolinspektör med ledningen av Östergötlands folkhögskola. Efter makens frånfälle öppnade hans änka Sveriges första folkhögskola för kvinnor.
Carl Wilhelm Paijkull var son till kammarherren Carl Samuel Paijkull och friherrinnan Lovisa Stiernstedt samt sonson till Gustaf von Paykull. Han gifte sig 1862 med Fredrika Augusta Broström, känd som Fredrique Paijkull.